# Radicipes gracilis
Radicipes gracilis är en korallart som först beskrevs av Addison Emery Verrill 1884.  Radicipes gracilis ingår i släktet Radicipes och familjen Chrysogorgiidae. Inga underarter finns listade i Catalogue of Life.